# Soziale Grenzkosten
Mit sozialen Grenzkosten (engl. marginal social cost) werden diejenigen Grenzkosten bezeichnet, die nicht nur bei dem Produzenten anfallen, sondern in der gesamten Wirtschaft, also zusätzlich die externen Kosten beinhalten.
Externe Kosten sind der Ressourcenverlust des Staates und der übrigen Gesellschaftsmitglieder ohne vertragliche Grundlage, der durch die Produktion entsteht. Sie entstehen beispielsweise durch Umweltnutzung und -verschmutzung.

## Bedeutung für die Mikroökonomie
Wenn die sozialen Grenzkosten von den privaten abweichen, stellt sich im Gleichgewicht nicht der Pareto-optimale Zustand ein, der dadurch gekennzeichnet ist,  dass die Grenzkosten den Preisen entsprechen. Aus wohlfahrtsökonomischer Sicht soll daher versucht werden, die externen Kosten zu internalisieren. Die Folgen daraus wären, dass man mit den daraus resultierenden Daten algebraisch den ökonomisch sinnvollen Pareto-optimalen Zustand berechnen kann.